# WNBA All-Star Game 1999
Das erste All-Star Game der WNBA fand am 14. Juli 1999 im Madison Square Garden, der Heimspielstätte der New York Liberty, in New York City, New York statt.

## Mannschaften
| Pos.               | Spielerin               | Mannschaft          | Teilnahme #    |                |
| Startformation     | Startformation          | Startformation      | Startformation | Startformation |
| ------------------ | ----------------------- | ------------------- | -------------- | -------------- |
| G                  | Michelle Timms          | Phoenix Mercury     | 1.             |                |
| G                  | Cynthia Cooper          | Houston Comets      | 1.             |                |
| F                  | Sheryl Swoopes          | Houston Comets      | 1.             |                |
| F                  | Tina Thompson           | Houston Comets      | 1.             |                |
| C                  | Lisa Leslie             | Los Angeles Sparks  | 1.             |                |
| Ersatzspielerinnen |                         |                     |                |                |
| G                  | Tonya Edwards           | Minnesota Lynx      | 1.             |                |
| G                  | Ticha Penicheiro        | Sacramento Monarchs | 1.             |                |
| F                  | Ruthie Bolton-Holifield | Sacramento Monarchs | 1.             |                |
| F                  | Jennifer Gillom         | Phoenix Mercury     | 1.             |                |
| F                  | Natalie Williams        | Utah Starzz         | 1.             |                |
| C                  | Yolanda Griffith        | Sacramento Monarchs | 1.             |                |

| Pos.               | Player              | Team               | Teilnahme #    |                |
| Startformation     | Startformation      | Startformation     | Startformation | Startformation |
| ------------------ | ------------------- | ------------------ | -------------- | -------------- |
| G                  | Teresa Weatherspoon | New York Liberty   | 1.             |                |
| G                  | Nikki McCray        | Washington Mystics | 1.             |                |
| F                  | Chamique Holdsclaw  | Washington Mystics | 1.             |                |
| F                  | Vicky Bullett       | Charlotte Sting    | 1.             |                |
| C                  | Kym Hampton         | New York Liberty   | 1.             |                |
| Ersatzspielerinnen |                     |                    |                |                |
| G                  | Shannon Johnson     | Orlando Miracle    | 1.             |                |
| G                  | Sandy Brondello     | Detroit Shock      | 1.             |                |
| G                  | Nykesha Sales       | Orlando Miracle    | 1.             |                |
| F                  | Vickie Johnson      | New York Liberty   | 1.             |                |
| F                  | Taj McWilliams      | Orlando Miracle    | 1.             |                |
| C                  | Rebecca Lobo 1      | New York Liberty   | 1.             |                |

C= Center; F = Forward; G = Guard;

## All-Star Game
Das erste All-Star Game der WNBA gewann das Team der Western Conference gegen das Team der Eastern Conference mit 79:61. Den ersten Feldwurf in einem WNBA All-Star Game erzielte Sheryl Swoopes von den Houston Comets. Nach dem Spiel wurde Lisa Leslie als erste Spielerin in der Geschichte der WNBA zur wertvollsten Spielerin des All-Star Games ernannt. Leslie stand 17 Minuten auf dem Feld und erzielte dabei 13 Punkte und fünf Rebounds.
| 14. Juli 1999 19:49 (ET) | Spielbericht | Eastern Conference                                                                               | 61 – 79 | Western Conference                                                               | Madison Square Garden, New York City Zuschauer: 18.649 (ausverkauft) Schiedsrichter: Bell, Broderick, Corteau |
| 14. Juli 1999 19:49 (ET) | Spielbericht | Punkte pro Halbzeit: 29:43, 32:36.                                                               |         |                                                                                  | Madison Square Garden, New York City Zuschauer: 18.649 (ausverkauft) Schiedsrichter: Bell, Broderick, Corteau |
| 14. Juli 1999 19:49 (ET) | Spielbericht | Punkte: Brondello, S. Johnson, McWilliams (8) Rebounds: McWilliams (7) Assists: Weatherspoon (4) |         | Punkte: Williams (14) Rebounds: Swoopes, Williams (8) Assists: Cooper, Timms (4) | Madison Square Garden, New York City Zuschauer: 18.649 (ausverkauft) Schiedsrichter: Bell, Broderick, Corteau |
| 14. Juli 1999 19:49 (ET) | Spielbericht |                                                                                                  |         |                                                                                  | Madison Square Garden, New York City Zuschauer: 18.649 (ausverkauft) Schiedsrichter: Bell, Broderick, Corteau |